# Félix Guattari

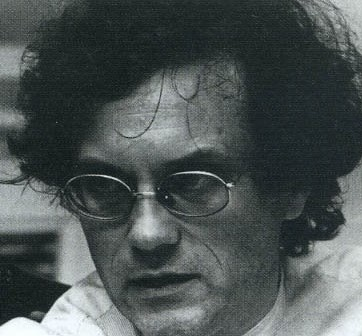
Félix Guattari

Pierre-Félix Guattari (* 30. März 1930 in Villeneuve-les-Sablons; † 29. August 1992 in Paris) war ein französischer Psychoanalytiker.

## Lebenslauf
Guattari wurde am 30. März 1930 als letzter von drei Söhnen von Louis Guattari und Jeanne Paoli geboren. Er wuchs unter relativ gesicherten Verhältnissen in einem Arbeitervorort von Paris auf, war früh von den Ideen der institutionellen Pädagogik beeinflusst und wählte um 1950 die sich rasch weiterentwickelnde Psychiatrie als sein Fach. In dieser Zeit war er stark von der Arbeit Jacques Lacans beeinflusst, dessen Analysand er bis 1960 war, obgleich er dessen theoretischen Ausarbeitungen mit einer gewissen Distanz begegnete.
Die zahlreichen politischen Aktivitäten und Engagements, von denen die 50er und 60er Jahre gekennzeichnet waren, mündeten 1965 in die Gründung der F.G.E.R.I. (Fédération des groupes d'études et de recherches institutionelles) und der Zeitschrift Recherches, und in die aktive Teilnahme an den Mai-Ereignissen des Jahres 1968 (Daniel Cohn-Bendit, Jean-Jacques Lebel, Julian Beck und andere trafen sich ab März 1968 regelmäßig in den Räumen der F.G.E.R.I.).
Im Umfeld dieser revolutionären Vorgänge lernte er an der Universität Paris VIII in Vincennes Gilles Deleuze kennen: Für beide eine  entscheidende Begegnung. Vier berühmt gewordene Bücher gingen aus der Zusammenarbeit mit Deleuze hervor:
- Anti-Ödipus (1972, dt. 1974)
- Kafka. Für eine kleine Literatur (1975, dt. 1976)
- Tausend Plateaus (1980, dt. 1992)
- Was ist Philosophie (1991, dt. 1996)

Ebenfalls mit Deleuze gründete er 1987 die Zeitschrift chimères, die sich, wie schon die Recherches, neben der Philosophie und der Psychiatrie auch der Mathematik, der Ethnologie, der Psychoanalyse, der Architektur, der Erziehung und anderen Themenfeldern öffnete.

## Subjektivität und anti-psychiatrische Bewegung
Das große Thema von Félix Guattari – und der theoretische Hintergrund für die bedeutende Rolle, die er in der anti-psychiatrischen Bewegung spielte – war die Frage der Subjektivität: „Wie lässt sie sich erzeugen, für sich ergreifen, anreichern und dauernd neu erfinden, und zwar in einer Weise, die sich mit den in Veränderung begriffenen Werte-Universen vereinbar machen lässt? Wie kann man an seiner Befreiung arbeiten, das heißt, an seiner Re-Singularisation? Alle Disziplinen müssen ihre Kreativität zusammenlegen, um die Wunden der Barbarei zu heilen…“. Ausgangspunkt für die Beantwortung dieser Fragen, denen vor allem die von Guattaris allein verfassten, letzten beiden Bücher (s. u.) gewidmet sind, ist die grundlegende These aus dem Anti-Ödipus, dass nämlich das Delirium und der Wahnsinn „die unbewusste Einbringung eines geschichtlich-gesellschaftlichen Feldes“ sind. Ihre methodischen Grundlagen sind der Begriff der Wunschmaschine und die Technik der Schizoanalyse.

## Ökosophie
Wie etwa Arne Næss hat auch Guattari in seiner Schrift Die drei Ökologien eine Bedeutung für den Ausdruck Ökosophie geprägt. Eine Anregung für Guattari war das Konzept der Ökologie des Geistes von Gregory Bateson. Unter Ökosophie versteht Guattari „eine ethisch-politische Verbindung zwischen den drei Bereichen von Umwelt, sozialen Beziehungen und menschlicher Subjektivität“. Es handelt sich bei dieser Ökosophie weniger um eine bestimmte Philosophie als um einen Bereich der Praxis. Sie zielt demnach auf ein ökologisch aufgeklärtes Handeln, das im Sinne des marxistischen Paradigmas der sozialen Revolution die soziale Sphäre berücksichtigt. Guattari kritisiert den von ihm so genannten „Weltweiten integrierten Kapitalismus“ scharf und hält fest: „[E]s wird auf die ökologische Krise nur in planetarischem Maßstab eine wirkliche Antwort geben, und nur dann, wenn sich eine authentische politische, soziale und kulturelle Revolution vollzieht, die die Ziele der Produktion materieller wie immaterieller Güter neu ausrichtet.“
Nach Guattari wird der traditionelle Umweltschutz der Komplexität der Mensch-Natur-Beziehungen (siehe auch Gesellschaftliche Naturverhältnisse) nicht gerecht. Insbesondere werde der Dualismus von kulturellen (menschlichen) und natürlichen (nichtmenschlichen) Systemen behalten. Ökosophie stelle dem einen gleichzeitig monistischen und pluralistischen Ansatz entgegen. Die Ökosophie untersuche die engen Verbindungen komplexer Phänomene einschließlich der Beziehungen zwischen menschlicher Subjektivität, Umwelt und sozialen Beziehungen. Einheitliche Rezepte oder gar klare psychoanalytische Methoden zur Lösung der ökologischen Problematik vermag Guattari nicht zu erkennen, setzt vielmehr auf „innovativ[e] Praktiken und alternative Experimente“ und „das Befördern einer affektiven und pragmatischen Investition in Menschengruppen aller Größen.“ Guattari nimmt keine fatalistische Perspektive ein, konstatiert aber auch, dass „immer mehr [...] menschliche Eingriffe für natürliche Gleichgewichte sorgen müssen“. Die Ökosophie müsse sich schließlich ausdrücken als eine „reich facettierte Bewegung“, aufgrund derer „Individuen [...] solidarisch und zugleich immer unterschiedlicher werden“ sollen und die in einer „Wiedererlangung des Selbstvertrauens der Menschheit“ mündet. In späteren Arbeiten betonte er Gilles Deleuze folgend Heterogenität und Differenz gegenüber Einheitlichkeit und Holismus.
In der Literatur ist die Schrift Guattaris als „bis zum heutigen Tag frappierend aktuell“ bewertet worden. Weil Guattari „‚grüne‘ Aspekte explizit miteinschloss und gleichzeitig das Ökologische vielschichtiger und offener als konventionelle Umweltbewegungen dachte“, sei er „nach wie vor so grundlegend“.

## Werke
- (zusammen mit Gilles Deleuze) Anti-Ödipus. Kapitalismus und Schizophrenie I, Frankfurt am Main, 1974 (orig. 1972)
- Mikro-Politik des Wunsches. Merve, Berlin 1977, ISBN 3-920986-89-X (Internationale marxistische Diskussion. Bd. 70).
- (zusammen mit Gilles Deleuze) Rhizom. Merve, Berlin 1977, ISBN 3-920986-83-0 (Internationale marxistische Diskussion. Bd. 67).
- (zusammen mit Gilles Deleuze) Tausend Plateaus. Kapitalismus und Schizophrenie II. Merve, Berlin 1992, ISBN 3-88396-094-2.
- Die drei Ökologien. Passagen, Wien 1994, ISBN 3-85165-134-0.
- Über Maschinen. In: Henning Schmidgen (Hrsg.): Ästhetik und Maschinismus. Texte von und zu Félix Guattari. Merve, Berlin 1995, ISBN 3-88396-121-3 (Internationaler Merve Diskurs. Bd. 189).
- Die Architektur-Maschinen von Shin Takamatsu. In: Christian Girard u. a. (Hrsg.): Shin Takamatsu, ein Architekt aus Kyoto. Merve, Berlin 1995, ISBN 3-88396-127-2 (Internationaler Merve Diskurs. Bd. 195).
- Das neue ästhetische Paradigma. In: Zeitschrift für Medienwissenschaft, Schwerpunkt 'Medienästhetik' (herausgegeben von Erich Hörl und Mark B. N. Hansen), Heft 1/2013. Diaphanes, Berlin 2013, ISBN 978-3-03734-240-4.
- Chaosmose. Turia + Kant, Wien/Berlin 2014 (Orig. 1992), ISBN 978-3-85132-758-8.
- Schriften zur Kunst. Merve, Berlin 2016, ISBN 978-3-88396-371-6.
- Planetarischer Kapitalismus. Merve, Leipzig 2018, ISBN 978-3-96273-006-2.
- Schizoanalytische Kartografien, übers. v. Christian Driesen, Merve, Leipzig 2023, ISBN 978-3-96273-059-8.

Von Guattaris allein verfassten Büchern wurden bisher nur wenige ins Deutsche übertragen:
- Psychanalyse et transversalité (1973)
- Trois milliards de pervers: grande encyclopédie des homosexualités, Revue Recherches, Nr. 12 (1973)
- La révolution moleculaire (1977)
- L’inconscient machinique (1979)
- Les trois écologies (1985, dt. Wien 1989)
- Les années hiver (1986)
- Cartographies schizoanalytiques (1989, dt. Leipzig 2023)

## Filmographie
- Igor Barrère, La Borde ou le droit à la folie, 1977 - „La Borde oder Das Recht auf Verrücktheit“  ist ein Spaziergang durch die Klinik La Borde, mit Interviews mit den Kranken, mit Jean Oury und Guattari. Deutsch untertitelte Version auf vimeo.com